# Tetrazzini

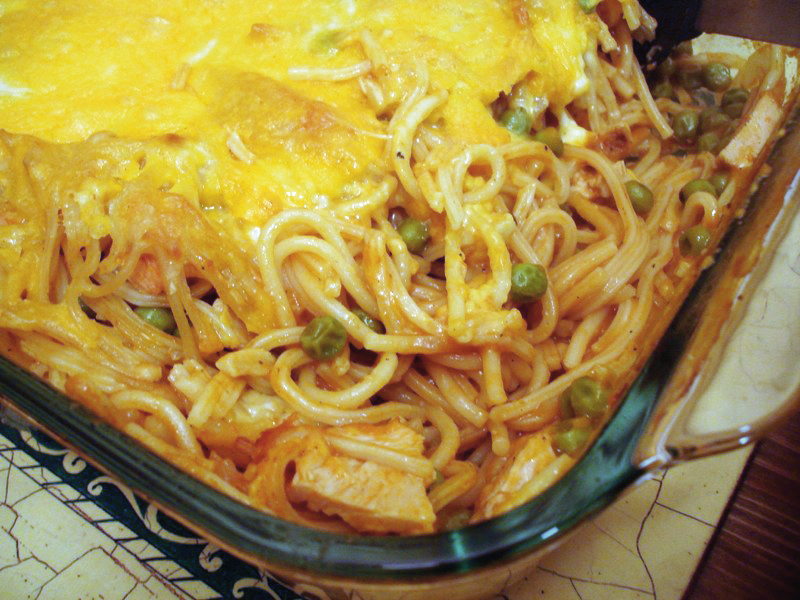
Pavo Tetrazzini.

El Tetrazzini es un plato estadounidense que suele incluir a la carne no roja (a menudo de ave o incluso marisco), hongos, y almendra en una salsa de mantequilla o nata y queso parmesano condimentada con vino o jerez y hortalizas de caldo tales como cebolla, apio y zanahoria. A menudo se sirve caliente sobre espaguetis o alguna otra pasta de grosor parecido, guarnecido con limón o perejil, y cubierto con más almendras y queso parmesano.
El plato fue bautizado en honor a la estrella de ópera italiana Luisa Tetrazzini. Suele creerse que fue inventado entre 1908 y 1910 por Ernest Arbogast, entonces chef del Palace Hotel de San Francisco (California), donde Tetrazzini residió mucho tiempo. Sin embargo, otras fuentes lo atribuyen al Knickerbocker Hotel de Nueva York.
No hay una receta estándar para el plato, así que varios ingredientes se omiten o sustituyen en distintas recetas. Por ejemplo, otro tipo de fruto seco o un queso duro diferente. El nombre suele ampliarse para describir la carne específica utilizada (por ejemplo, pollo Tetrazzini, o atún Tetrazzini).